# ジョルジャ・メローニ
ジョルジャ・メローニ（イタリア語: Giorgia Meloni、1977年1月15日 - ）は、イタリアの政治家、首相（在任: 2022年10月22日 - ）。イタリア初の女性首相。反進歩主義者。15歳でネオファシズム政党「イタリア社会運動（MSI）」に参加。2012年に右派政党「イタリアの同胞（FdI）」を結成し、現在まで党首を務めている。また、EUでは、欧州保守改革グループを実質的に率いている。

## 人物
メローニは1992年、ネオファシストをルーツとするイタリア社会運動（MSI）の青年部である青年戦線に参加した。その後、MSIの法的後継政党である国民同盟（AN）の学生運動、学生アクションの全国指導者となる。1998年から2002年までローマ県議会議員を務め、その後、ANの青年部であるYouth Actionの代表となる。2008年、第4次ベルルスコーニ内閣の青年大臣に任命され、2011年まで同職を務めた。2012年、イタリアの同胞（FdI）を設立し、2014年に党首に就任。2014年の欧州議会議員選挙、2016年のローマ市選挙に市長候補として立候補したが、いずれも落選した。2018年のイタリア総選挙後、第18回イタリア議会の全期間において野党としてFdIを率い、特にFdIが唯一の野党であったドラギ内閣の間、世論調査においてFdIの人気を拡大させることになった。2022年のイタリア総選挙では、FdIは最多得票政党となった。
右翼ポピュリスト、イタリア民族主義者であり、彼女の政治的立場は極右と評されてきた。中絶、安楽死、同性カップルのパートナーシップ、同性結婚、子育てに反対し、代わりに核家族は男性と女性のペアによってのみ運営されるべきと主張している。非ヨーロッパ系移民の受け入れや多文化主義に反対し、外国人嫌悪とイスラム嫌悪と非難されている。NATOの支持者でありながら、EUに関しては懐疑的な立場をとり、2022年のロシアのウクライナ侵攻以前はロシアとの関係改善に賛成していたが、侵攻後はこれを非難し、ウクライナへの武器提供を継続することを約束した。1996年にはイタリアの独裁者ベニート・ムッソリーニを、2020年にはナチスの協力者でMSIの共同創設者ジョルジオ・アルミランテを賞賛するなど、物議をかもす意見を多く表明している。

## 来歴

### 初期の経歴
1977年1月15日、イタリア共和国の首都ローマに生まれる。両親がそれぞれメッツォジョールノ（南イタリア）の島嶼部出身（父はサルデーニャ島、母はシチリア島）という家庭に育っている。熱烈なイタリア共産党の支持者だった税理士の父親は彼女が幼い頃に妻子を捨ててスペインのカナリア諸島へ移住した。学生時代から母親の政治思想の影響を強く受けネオ・ファシズムを掲げる極右政党のイタリア社会運動（MSI）を支持し、15歳の時にはMSIの党青年団「青年戦線」（Fronte della Gioventù）に入会して左翼民主主義者によるジュリアーノ・アマート政権への反政府運動で頭角を現した。1994年、MSIが国民同盟（AN）に再編されると党学生団「学生行動」（Azione Studentesca）に加わり、1996年から学生団の指導者となった。
観光業・ホテル業を学べる職業高校アメリゴ・ヴェスプッチ学校を最優秀の成績で卒業後、ウェイトレスや有名な男性マルチタレントのロザリオ・フィオレッロの娘のベビーシッター、そしてローマの人気クラブであるハイパーのバーテンダーとして働きながら政治活動に取り組んだ。1998年、ANのローマ県党支部で評議員に選出された。2000年、ANの党青年団「青年行動」（Azione Giovani）の全国指導者に就任、2004年から党青年団の書記長となった。
2006年4月4日、MSI時代に党青年団指導者から議員に推された経験を持つジャンフランコ・フィーニ書記長に引き立てられ、同年の総選挙にラツィオ州第1比例区から党公認で下院選に出馬、29歳の若さで初当選した。2007年、国民同盟とフォルツァ・イタリアが合流して結成された自由の人民（PdL）が設立されると、PdLの党青年団「若きイタリア」の書記長に就任した。
2008年、総選挙ではラツィオ州第2比例区で再選、第4次ベルルスコーニ政権が成立すると青年政策に関する無任所大臣に抜擢されて初入閣した。31歳での大臣就任はリソルジメント以来の最年少記録となっている。2010年11月、青年層に向けた3億ユーロ相当の経済支援案を提示した。

### イタリアの同胞
2012年、ベルルスコーニの汚職問題を契機にPdLから旧AN系議員が大量離脱する中、自身もPdLを離党した。離党後はマリオ・モンティ政権を支持したフィーニ派のイタリアのための未来と自由（FLI）には合流せず、4名の議員と政治グループとして「イタリアの同胞」（Fratelli d'Italia）を結党した。メローニはイニャツィオ・ラ・ルッサ元国防相のグループ「国民中道右翼」（Centrodestra Nazionale）と合流してイタリアの同胞・国民中道右翼（FdI–CN）を結党し、新党の副党首に就任した。
2013年、共和国議会総選挙では故郷のラツィオ州から北部のロンバルディア州第3比例区に選挙区を移し、下院議員として3期目を迎えた。FdI全体も中道右派連合に参加して約60万票を獲得して下院議員9名が当選した。2014年、ルッサから党首の座を引き継ぎ、党名をイタリアの同胞・国民同盟（FdI-AN）に改称した。旧AN系・MSI系政党の再結集を図る意向を示し、党青年団「国家青年（Gioventù Nazionale）」を設置するなど組織固めを進め、同年の欧州議会選挙では議席獲得は果たせなかったもののイタリア全土で約100万票を集めている。
2016年、中道右派連合からローマ市長候補に擁立されたが、ジャーナリスト兼司会者のアンドレア・ジャンブルーノとの間に出来た娘ジネーブラを妊娠中に出馬したことなどが響いて右派票を固めきれず、同じ女性政治家で五つ星運動に所属するヴィルジニア・ラッジに敗れた。2017年、マッテオ・レンツィ政権の総退陣につながった憲法改正投票に、党として反対票を投じている。
2018年、共和国議会総選挙では党名をイタリアの同胞（FdI）に戻すことを発表した。本選挙では小選挙区制が復活したことからラツィオ州の第7小選挙区（ラティーナ県）に中道右派連合の公認を受けて出馬、約40%の票を得て当選した。下院議員33名・上院議員17名が選出されたFdIは議会の第5党となり、一度は空中分解状態に陥っていた旧国民同盟勢力を着実な組織運営で纏めなおし、イタリア社会運動時代の党勢にまで回復させている。選挙後に成立した五つ星運動と同盟による連立政権には加わらなかったものの、ポピュリズムと距離を取るベルルスコーニのフォルツァ・イタリアとも一線を画して閣外協力の姿勢を取った。
2019年、同年の欧州議会選ではFdIの得票が制限条項を上回って議席を獲得、地方選でもアブルッツォ州の州知事選で勝利を収めるなど躍進が続いた。同年、五つ星運動が民主党の左派連立が成立すると中道右派連合の所属政党と共に野党として活動した。
2020年、マッテオ・サルヴィーニ、シルヴィオ・ベルルスコーニらとアルフォンソ・ボナフェデ法務相の再任に反対票を投じている。
2021年、欧州や南米の反左翼政党によるマドリード憲章にFdI党首として署名した。
2022年9月25日執行の総選挙ではFdIが第一党となり、イタリア初の女性首相となることが確実になった。10月21日にセルジョ・マッタレッラ大統領からの首相候補指名を受諾し、22日に政権が発足した。
2025年1月28日、メローニは自身や法相らがイタリア検察の捜査対象になっていることを明らかにした。国際刑事裁判所から戦争犯罪容疑で指名手配中のリビア警察幹部を、イタリアが釈放したことをめぐり、犯罪ほう助などの疑いをかけられているという。

### 私生活
メローニは母国語以外に英・仏・西語も流暢であり、積極的な各国語スピーチ動画投稿を行っている。上述の通り、ジャーナリスト兼司会者のアンドレア・ジャンブルーノと2015年より事実婚関係にあったが、2023年8月にジャンブルーノの不倫示唆などの不祥事により破局した。一人娘のジネーブラはメローニに養育されている。2024年2月のメローニの訪日では、岸田文雄首相がジネーブラ宛てにハローキティの日伊辞典をプレゼントした。

## 政治思想
観測筋は、メローニの政治的立場を極右と評している 。スペクテイター誌のNicholas Farrellとのインタビューで、メローニは自分の政治が極右であるという説を否定し、反対派による中傷キャンペーンだと呼んだ。さらに、メローニはハードライト、右翼ポピュリスト、ナショナリストと評されてきた 。メローニは、ハンガリー首相でフィデス＝ハンガリー市民同盟のリーダーであるオルバーン・ヴィクトル、フランスの国民連合、スペインのVoxといった極右に近いと言われている。メローニは、自身の政党「イタリアの同胞（FdI）」を「保守本流」と自称している。彼女は大統領制に賛成で、イタリア憲法の改正を支持している（現状のイタリアにおける大統領は議会が選出し、概ね象徴的な元首）。
2006年、メローニは、ベルルスコーニ第三次内閣が可決した、ベルルスコーニの企業に利益をもたらし、またベルルスコーニが関与する進行中の裁判を遅らせる法律を擁護した。メローニは「文脈を整理することが必要だ。それらはシルヴィオ・ベルルスコーニが自分のために作った法律だ。しかし、完全に公正な法律だ」と述べた。

### 社会問題
メローニは、中絶、安楽死、同性婚やシビル・ユニオンを認める法律などに反対している。2019年10月にポポロ広場で行われた集会で、彼女は同性間の子育てに反対する演説を行い、その演説はイタリアのソーシャルメディア上で拡散された。メローニは反ホモフォビアであるDDL Zanにも反対しており、イタリアには「同性愛嫌悪は存在しない」と宣言している。また、イタリアのテレビ番組「Le Iene」のインタビューで「ゲイの子どもは産まないほうがいい」と発言していた 。メローニは、1990年代半ばにオプス・デイのサークルで生まれた反ジェンダー運動（カトリック教会が認めた以外の社会的立場を非難するための信念）を支持しており  、ジェンダー研究にも反対している。彼女は、同性カップルが子供を養子にすることを違法とするために、イタリアの憲法を改正することに賛成している。2018年3月、メローニはミュージカル・ファンタジー映画『アナと雪の女王2』でゲイカップルを表現することを決めたウォルト・ディズニー・カンパニーを批判し、自身のソーシャルネットワークに「もうたくさん! 私たちはもううんざりよ! 子どもたちから手を離しなさい」と書き込んだ  。

### フェミニズム
メディアからは「極右のフェミニスト」とも呼ばれるが、一部のフェミニストからはファシストと揶揄されている。
メローニは、フェミニズムを女性擁護の観点からではなく、右翼政治に対抗するイデオロギーのツールとして捉えており、自らを「女性のための人間」と表現している。2011年に出版した『We Believe』では、「私は右派の女性であり、女性問題を誇りを持って支持している」と書いている。「近年、私たちはフェミニストによる侮蔑や人種差別を受けなければならなかった。... おそらく、フェミニズムがこのように考えられている限り、性別や実体の問題よりも、イデオロギーの問題なのでしょう」。彼女はピンク・クオータに反対しており、一部の批評家が非難するような反女性的な立場は否定している  。

### 移民と多文化主義
メローニは、イタリアの不法移民に対するアプローチを批判し、ゼロ・トレランス政策を求め、移民がイタリアの港に到着できないようにし、イタリア人の出生率を高めて移民労働の必要性を緩和したいとしている。2022年にロシア・ウクライナ戦争が激化する中、メローニは、戦争で混乱した国から来る人には難民資格を与えるが、亡命者には与えないことを支持すると述べた。彼女はこう言った。「戦争から逃れてきた人々、女性や子どもたちに難民としての地位を与え、おそらく難民ではない人々にはその逆のことをするのです」。2022年8月、彼女は亡命者にレイプされる女性を映したモザイク処理された動画をTwitterに再投稿した。暴力の被害者はビデオの公開を非難し、彼女は投稿されたビデオによって自分が世間に特定されてしまったと公表した。反発を受けたメローニは、他の政治家がレイプそのものを非難していないと非難し、自己防衛を図った。
メローニは、アフリカの低開発や2015年欧州難民危機を新植民地主義だと非難し、彼女が「フランスの新植民地主義」と称するものよりも協力を支持すると述べた。彼女はキリスト教徒以外の移民の受け入れ  や多文化主義に反対 しており、イスラム嫌悪と同様に外国人嫌悪の発言で非難されている  。2018年には、ベネズエラ人はキリスト教徒であり、イタリア系であることが多いとして、ベネズエラ人を歓迎すると発言している。彼女はイタリアの不法移民に対するアプローチを批判し、白人至上主義者の陰謀論であるグレート・リプレイスメントを支持している。メローニは、非ヨーロッパ系移民の受け入れや多文化主義に反対している。彼女は、イタリア人と入れ替わり、排除する目的で、アフリカからヨーロッパへの大量移住が計画されていると考えている。
国籍に関しては、出生地主義と対立する血統主義に基づくとし、メローニ政権与党のイベントのために公式訪問したアルゼンチンの大統領ハビエル・ミレイにイタリアの市民権の付与を認めた。

### 外交政策
外交問題では、メローニは2011年のリビアへの軍事介入に賛成した。2019年には、介入の理由はムアンマル・カッザーフィーがCFAフランに反対しているからだと主張し、フランスの根拠を批判している 。メローニは、イタリアのサウジアラビアやカタールとの関係に批判的で、これらの国が「イスラム原理主義の成長の主な原因である原理主義理論を組織的かつ意図的に広めている」と述べている。また、スーペルコッパ・イタリアーナの決勝戦をサウジアラビアで開催することに反対し、イタリアはサウジアラビアの人権問題を積極的に提起すべきであると述べている。メローニは、エンリカ・レクシー事件の結果として、駐イタリアインド大使の追放を提唱し、アレッサンドロ・デル・ピエロに、拘束されたイタリア海兵隊員が帰還するまでインディアン・スーパーリーグでのプレーを拒否するよう促した。アーシア・ビビ冒涜事件後、メローニは「西側の沈黙」を批判し、パキスタンでの人権侵害に対して国際社会がより強い姿勢をとることを提唱した。
2022年のロシアによるウクライナ侵攻以前は、メローニはロシアとの関係改善に賛成していたが、それ以降は侵攻を非難し、ウクライナへの武器供与を継続することを約束した。メローニはNATOを支持しているが、EUに対しては欧州懐疑主義な立場をとっている。彼女はイタリアと台湾の間の緊密な関係の支持者である。
メローニは、クロアチアのダルマチア地方とイストリア地方を領有すると主張するイタリア領土回復主義的な発言や、第二次世界大戦後にダルマチアとイストリアから追放されたイタリア人の財産に関する未解決の紛争によりクロアチアのEU加盟に反対していることからクロアチアでは物議を醸す人物である。
先のジュゼッペ・コンテ政権より加入していた中華人民共和国との「一帯一路」については、イタリア国内で中国の専制主義への警戒に加え、貿易赤字の拡大やCOVID-19の世界的感染拡大により、中国からの投資も停滞したことで経済的な恩恵が乏しいことから関係の見直しの声が上がっていたが、これを受けて2023年9月、G20サミット中に中国の李強首相との会談の席上、非公式に「一帯一路」からの離脱方針を伝え、同年12月に中国側に正式に離脱を通知した。他方、離脱後も中国との貿易および経済面の関係を改善できるとの見解を示し、訪中した際も新しい経済協力を模索する方針を示した。

### COVID-19パンデミックとワクチン
メローニは、イタリアでCOVID-19が大流行した際、「宗教ではない」という理由で娘にワクチンを接種しないなど、ワクチンに対する躊躇を示している  。彼女はワクチンとCOVID-19に関する発言により、0歳から19歳の人がCOVID-19で死亡する確率は雷に打たれるのと同じだと述べ、批判を浴びたことがある 。2022年のイタリア総選挙で彼女の政党が勝利したあと、COVID-19パンデミックの際にイタリア政府がとった立場を見直し、医療従事者に実施されているCOVID-19ワクチンの義務付けを廃止することを公約に掲げている。

### ファシズムとの関係
メローニは、論争を巻き起こす発言をしたことがある。彼女は1996年、フランスのニュース番組「Soir 3」のインタビューで、イタリアの独裁者ベニート・ムッソリーニを「過去50 年間で最高の優れた政治家」と賞賛した。2020年5月、ナチスの協力者で、1938年に「人種宣言」を発表した反ユダヤ主義・人種差別主義雑誌「La Difesa della Razza」の編集長だったイタリア社会運動（MSI）の共同創設者、ジョルジョ・アルミランテを賞賛した。
2020年12月、独立系ジャーナリズムのテレビ番組「レポート」は調査報道を通じて、彼女の政党が「マフィアグループ『ンドランゲタ』に関与して逮捕者を出した」こと、さらにその仲間にムッソリーニの子孫やファシスト懐古主義者がいることを、「Fanpage.it」の2021年調査報道で明らかにした. 。2018年11月、メローニは、4月25日の「ナチス・ファシズムからのイタリア解放記念日」とも呼ばれる「解放記念日」と6月2日の「イタリア共和国の誕生を祝うフェスタ・デッラ・レプブリカ」を、第一次世界大戦におけるイタリアの勝利を記念する11月4日の「国家統一と軍隊の日」に代えるべきと宣言し、「解放記念日とフェスタ・デッラ・レプブリカは論争の的になる二つの祝典」だと述べている。メローニは、「ブラックバロン」として知られるミラノの極右政治家・企業家のロベルト・ジョンギ・ラヴァリーニとの親密な関係から距離を置こうとしている。
2012年にFdIが結成されたあと、メローニはその旗に "三色の炎 "のシンボルを加えることを決めた。このシンボルは、イタリア社会共和国（RSI）にその名前と理想を由来させ、1943年にムッソリーニによってナチス・ドイツの傀儡国家として設立されたイタリアファシズムの「暴力、社会主義、革命的共和主義」の変種であるMSIと関連したものである。「三色の炎」はムッソリーニの遺骨を表しており、プレダッピオにある彼の墓には常に炎がともっている。
歴史家のRuth Ben-Ghiat、David Broder、Laurence Bertrand Dorléacなどのオブザーバー  は、メローニとFdIはファシストの過去について、ある時は否定し、ある時は最小化するというあいまいな態度をとり、それが自身と党の両方のリブランディングに役立ったと述べている。2021年のファンページの報告に対して、彼女は調査を最小限に抑え、FdIの公然たるネオファシストメンバーを排除することを拒否した。2021年12月、FdIのアルフレド・カタパノとルイジ・リスポリは、ローマ式敬礼をした元MSIメンバーの中にいたが、これはANPIに非難された。リスポリはFanpageにこう語った。「私は新右翼とジョルジア・メローニがイタリアの同胞で行っている努力を信じている。率直に言って、この騒ぎは不思議である」。2022年の総選挙の直前、メローニはアドルフ・ヒトラーを公然と賛美したメンバーを解任した。FdIはまた、2019年にローマ進軍の記念日を祝ったあと、アスコリ・ピチェーノのセクションと距離を置いていた。ムッソリーニ以来の極右のイタリア首相と呼ばれるメローニだが、アルミランテが推し進めたMSIの中道穏健化を継承したフィーニの国民同盟の流れを汲むポスト・ファシズムを代表する政治家とも評されている。

## 略歴
- 1977年：ローマで出生。
- 1992年：イタリア社会運動に入党。
- 1996年：アメリゴ・ヴェスプッチ寄宿学校卒業。
- 2000年：国民同盟の結成に参加。
- 2004年：国民同盟の青年団全国書記長に就任。
- 2006年：下院議員に当選、下院副議長に選出。
- 2007年：自由の人民の結成に党青年団書記長として参加。
- 2008年：第3次ベルルスコーニ政権の無任所大臣として史上最年少で入閣。
- 2012年：イタリアの同胞をイグナジオ・ラ・ルッサ元国防相と結党。
- 2013年：下院議員に再選。
- 2014年：イタリアの同胞第2代書記長に就任。
- 2016年：ローマ市長選挙に立候補。
- 2018年：下院議員に3選。
- 2022年：イタリアの閣僚評議会議長に就任。イタリア初の女性首相となった。

## 書目
- Meloni, Giorgia (2011) (イタリア語). Noi crediamo. Saggi. Podda, Stefano (curator) (paperback ed.). Milan: Sperling & Kupfer, Mondadori. pp. XXVII, 164. ISBN 978-8-8200-4932-4. OCLC 898518765.  オリジナルの25 August 2019時点におけるアーカイブ。 2022年8月14日閲覧。
- Meloni, Giorgia; Meluzzi, Alessandro; Mercurio, Valentina (2019) (イタリア語). Mafia nigeriana. Origini, rituali, crimini. I saggi (paperback ed.). Mantova: Oligo Editore. ISBN 978-8-8857-2325-2 2022年8月14日閲覧。
- Meloni, Giorgia (2021) (イタリア語). Io sono Giorgia, le mie radici, le mie idee. Saggi (paperback ed.). Rome: Rizzoli. ISBN 978-8-8171-5468-0